# The Cissy
"The Cissy" é o terceiro episódio da décima oitava temporada da série de desenho animado estadunidense South Park, e o de número 250 da série em geral. Escrito e dirigido por Trey Parker, co-criador do seriado, foi transmitido originalmente em 8 de outubro de 2014 através do canal de televisão Comedy Central. No episódio, Eric Cartman alega-se ser transgênero com pretexto para utilizar o banheiro feminino da escola, enquanto Randy Marsh luta para manter o segredo de sua vida dupla. O episódio explora temas culturais de indivíduos transgêneros e crises de identidade de gênero.

## Produção e referências culturais
O episódio foi originalmente chamado de "Cartman’s Bathroom."

## Enredo
O episódio começa com Eric Cartman irritado com os serviços sanitários da escola, principalmente com a falta de sanitários desocupados, o garoto coloca um laço em sua touca e invade o sanitário feminino afirmando ser transgênero. A atitude o leva para a sala da diretora Victoria, que não se impressiona com os argumentos do garoto, entretanto, o Sr. Garrison intervem e afim de evitar um escândalo, o professor aconselha a diretora a dar-lhe o que foi pedido. A presença de Cartman nas instalações sanitárias femininas gera irritação nas meninas, obrigando a escola a prestar um compromisso e construir um sanitário sofisticado para transgêneros em uma antiga sala do zelador. Enquanto isso, prosseguindo os eventos de seu antecessor, "Gluten Free Ebola", onde Randy Marsh aparece caracterizado como Lorde, o enredo revela que Randy realmente é a Lorde e que esta não existe. Randy está lutando para manter esse segredo de sua família, enquanto é pesquisado por um suspeito repórter da revista Spin chamado Brandon Carlile.
Voltando ao trama de Cartman, irritada pela atitude de Cartman, Wendy entra no sanitário transgênero com o nome de "Wendyl". Cartman fica furioso por perder seu espaço privado e confronta a diretora, mas não consegue convence-la, entretanto, Cartman leva suas tentativas para o namorado de Wendy, Stan Marsh, dizendo que saindo com ela/ele faria dele um gay. Stan, agora confuso, pede conselhos para o seu pai, mas Randy não o compreende direito e revela de vez que ele é a Lorde. Randy explica que tudo começou quando ele se vestiu de mulher para usar o sanitário feminino e as condições de higiene do local ofereceu inspiração para a composição de músicas. Ele ainda mostra a Stan como utiliza softwares de estúdios para remixar as músicas para soar uma voz feminina em uma canção chamada "Feeling Good on a Wednesday". Isso deixa Stan ainda mais confuso. No Geological Survey, o chefe de Randy/Lorde propõe um sanitário privado para apaziguar a irritação das mulheres do escritório; no entanto, Randy caracterizado de Lorde diz que o sanitário feminino é crítico para as suas canções.

## Repercussão
O episódio recebeu a nota B+ de Eric Thurm do The A.V. Club. O contribuinte da IGN, Max Nicholson deu a nota 7,5 de 10 ao episódio.
Do Slate Christin Scarlett Milloy elogiou a abordagem do episódio para questões de transgênero, observando, "quando se trata de trans na mídia, parece que as coisas finalmente começaram a mudar".
Lorde, mais uma vez foi satirizada na série, recebeu  positivamente o episódio, postando elogios e humor em sua conta no Instagram.